# یادگیری تنبل
در یادگیری ماشین، یادگیری کند یا تنبل (انگلیسی: Lazy learning)، یک روش یادگیری است که تا زمان تبدیل پرس و جوها به سیستم در آن تعمیم داده‌های آموزشی به تأخیر می‌افتد، که در آن سیستم سعی می‌کند داده‌های آموزشی قبل از دریافت پرس و جو را تعمیم دهد. مزیت اصلی استفاده از یک روش یادگیری تنبل، مانند استدلال مبتنی بر حالت، این است که تابع هدف به صورت محلی مانند الگوریتم نزدیک‌ترین همسایه تقریب زده می‌شود. از آنجا که تابع هدف برای هر پرس و جوی سیستم به‌طور محلی تقریب زده می‌شود، سیستم‌های یادگیری تنبل می‌توانند به‌طور همزمان مسائل متعددی را حل کرده و با موفقیت با تغییرات در حوزه آن مسائل مقابله کنند. یادگیری تنبل به هر فرایند یادگیری ماشین اشاره دارد که اکثریت محاسبات را به زمان مشورت منتقل می‌کند. دو مثال معمول از یادگیری تنبل، یادگیری مبتنی بر نمونه و قواعد بیزی است. یادگیری تنبل در مقایسه با یادگیری تمایل دارد که بیشتر محاسبات را در زمان آموزش به انجام برساند. یکی از معایب یادگیری تنبل نیاز داشتن به فضای زیادی برای ذخیره کل مجموعه داده‌های آموزشی است. داده‌های مخصوص آموزش که دارای نویز هستند را به‌طور غیر ضروری افزایش می‌دهد، زیرا در مرحلهٔ آموزش، انتزاعی در دست نیست. یکی دیگر از ضعف‌ها این است که روش‌های یادگیری تنبل معمولاً ارزیابی کمتری دارند، هرچند که با یک فاز آموزش سریع همراه است. طبقه‌بندی‌های تنبل برای مجموعه داده‌های بزرگ با چند ویژگی مفید هستند.